# 法蘭西絲·格雷斯納·李
法蘭西絲·格雷斯納·李 （英語：Frances Glessner Lee，1878年3月25日—1962年1月27日）是一位美國鑑識科學家，慈善家，也是美國第一位女性警監，並被尊稱為「美國法醫學之母」。她設計並製作了知名的死亡之謎微型研究，包含20種不同犯罪情境的娃娃屋立體透視模型，用以訓練刑事鑑識人員，除了具有藝術價值外，其中的18種模型仍被馬里蘭州首席法醫辦公室使用至今。格雷斯納·李也捐贈成立了哈佛大學法醫學系，以及哈佛大學醫學院的馬格拉斯法醫學圖書館。

## 早年生活
格雷斯納·李在1878年3月25日於芝加哥出生，父親約翰·雅各·格雷斯納是一位富有的企業家，參與經營萬國收割機公司而致富。她與哥哥小時候受教於父母請來的多位家庭教師，但後來只有她的哥哥獲准就讀哈佛大學 。在1930年代初，她繼承了父親的遺產。她把這筆錢用以實踐她對鑑識科學的興趣，也在此時開始從事法醫學的工作。
格雷斯納·李對鑑識科學的興趣主要是受到一位朋友喬治·伯吉斯·馬格拉斯的影響，他曾在哈佛醫學院學習醫學，是格雷斯納·李哥哥的同學。馬格拉斯後來在哈佛醫學院擔任病理學教授，也擔任波士頓首席法醫學辦公室的首席法醫，格雷斯納·李曾與他一起遊說政府，促成政府以醫學專業人士取代原有的驗屍官。1931年，格雷斯納·李捐贈250,000美元以成立哈佛大學法醫學系，是美國第一間法醫學專業的大學校系。除此之外，她也捐贈成立了哈佛大學馬格拉斯法醫學圖書館、兇殺調查哈佛講座，以及哈佛警察科學協會。哈佛警察科學協會是一個致力於推廣鑑識科學的全國性組織，至今仍有被命名為「法蘭西絲·格雷斯納·李兇殺學院」的分部用以紀念她的貢獻。

## 死亡之謎微型研究

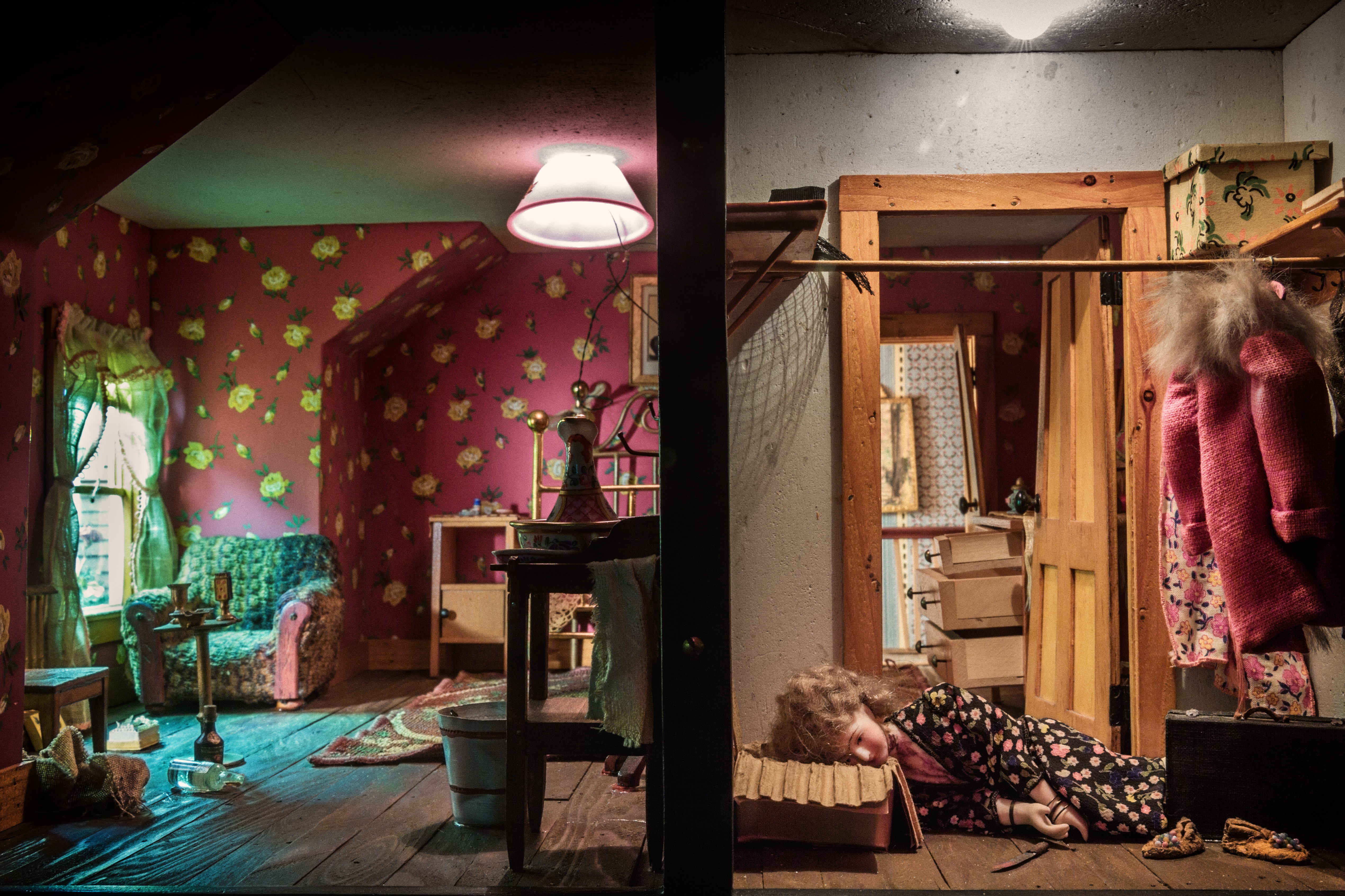
紅色房間模型。

「死亡之謎微型研究」共包含20個立體透視模型，皆參考多個真實案件改編設計而成，這些模型也包含了多種死亡情境，內容則是根據格雷斯納·李親自造訪過的遺體相驗與案發現場而製作。格雷斯納·李非常重視每個模型的細節，這些模型詳盡地建構了真實的犯罪現場，包含可活動的門窗、燈光等，甚至包含房間內的捕鼠器、搖椅、廚房內的食物等；而模型中的遺體也都精準的呈現了現實中的變色、腫脹等情況。每個模型大約花費3,000至4,500美元製作。
1945年，格雷斯納·李將她製作的死亡之謎微型研究模型捐贈給哈佛大學，並由她主辦了一系列關於兇殺調查的半年度哈佛講座，約有30至40位男性警察與鑑識人員參與訓練。這些模型則用於測試學員們收集所有相關證據的能力，每個學員們有90分鐘的時間可以觀察一個模型情境。
基於這些模型的貢獻，1943年10月27日，格雷斯納·李獲頒成為新罕布夏州州警的榮譽警監，讓她成為美國第一位女警監，也是加入國際警察首長協會的第一位女性。直至今日，20個模型中的18個仍被哈佛警察科學協會所使用。

## 個人生活
格雷斯納·李的丈夫布萊維特·哈里遜·李是一位律師，他們在婚後生育了三個小孩，但最終以離婚收場。格雷斯納·李所製作的模型中以許多家庭情境中的女性做為受害者，反映了她本人對婚姻關係的陰暗面思想。
格雷斯納·李製作模型時的完美主義反映了她的家庭背景。她的父親是一位熱中於家具藝術品的收藏家，並利用這些家具布置家庭住宅，更寫過一本關於這個主題的書。他們的家庭住宅由建築師亨利·霍布森·理查森所設計，在今日被改建為約翰·雅各·格雷斯納故居博物館。
格雷斯納·李很喜歡福爾摩斯探案小說，因為其曲折的情節多半來自於偵查時對犯罪現場證據的忽視。

## 流行文化
- 格雷斯納·李的傳記《18種微型死亡：建立美國現代法醫制度的幕後推手與鮮為人知的故事》於2020年2月在美國出版，作者為布魯斯·戈德法布（Bruce Goldfarb）[1]。2021年，由黃意然翻譯的中文版出版。
- 電視劇《CSI犯罪現場》中的〈微型殺手（英语：The Miniature Killer）〉，主要以格雷斯納·李製作的死亡之謎微型研究為靈感來源[18]。
- 約書亞·吉（Joshua Gee）的著作《恐怖百科全書（英语：Encyclopedia Horrifica）》特別致敬了格雷斯納·李[19]。
- 格雷斯納·李是厄爾·史丹利·賈德納的好友，賈德納將數本他撰寫的偵探小說題獻給了格雷斯納·李，包括《可疑的新郎案》（The Case of the Dubious Bridegroom）一書[4][20]。
- 電視劇《布朗神父探案（英语：Father Brown (2013 TV series)#Series 5 .282016.E2.80.9317.29）》「最微小的事（The Smallest of Things）」中的角色艾格妮絲·萊瑟（Agnes Lesser）是以格雷斯納·李作為人物原型[21]。
- 史密森尼美國藝術博物館的倫威克美術館曾在2017年10月20日至2018年2月28日間展出18件死亡之謎微型研究模型，主辦方包括美國法庭科學學會（英语：American Academy of Forensic Sciences）[2]。
- 2017年11月18日，電影《微型謀殺：法蘭西絲·格雷斯納·李的故事》（Murder in a Nutshell: The Frances Glessner Lee Story）在倫威克美術館首映，該片由蘇珊·馬克斯（Susan Marks）執導[22]。
- 電視劇《重返犯罪現場 (第十七季)》的第17集詳細引述了格雷斯納·李以及他所開創的犯罪現場模型研究，且這些模型在該集中有著關鍵性的角色[23]。

## 外部連結
- 死亡之謎微型研究相片集（The Nutshell Studies of Unexplained Death Photographs） （页面存档备份，存于）
- Of Dolls and Murder （页面存档备份，存于）
- 格雷斯納故居 （页面存档备份，存于）
- 在Find a Grave上的法蘭西絲·格雷斯納·李